# Амиров, Мешади Джамиль Амираслан оглы
Мешади Джамиль Амиров (азерб. Məşədi Cəmil Əmirov; 1875, Шуша — 1928, Гянджа) — азербайджанский тарист и композитор, отец композитора Фикрета Амирова. Мешади Джамиль Амиров является одним из выдающихся деятелей в истории азербайджанской музыкальной культуры. Его творчество отличается особым стилем, что проявлялось в таланте к  сочинению музыки и пении . 

## Биография
Мешади Джамиль Амираслан оглы Амиров родился в 1875 году в Шуше. В 1910 году Амиров вместе с группой музыкантов получил приглашение в Ригу, в кампанию «Граммофон». Здесь он записывает несколько мугамов и народных песен.
В 1911 году для получения музыкального образования уезжает в Турцию. Два года проживает и обучается в Стамбуле. В Турции Амиров занимается пропагандой азербайджанской музыки. Именно у Мешади Джамиля турки видят игру на таре на груди. Турецкая газета «Шанбал» печатает статью о Мешади Джамиле, а также публикует его фотографию с таром. В Стамбуле Амиров перевёл на ноты мугам «Эйраты». В Турции Амиров научился играть на уде и кануне и по возвращении на Родину, привез эти инструменты с собой.
Амиров является автором оперы «Сейфалмулук» (1915) и музыкальной драмы «Честная девушка» (1923). В 1923 году создаёт в Гяндже музыкальную школу. Скончался Мешади Джамиль в 1928 году в Гяндже. Похоронен здесь же.

## Галерея
- Амиров играющий на кануне
- Бюст Амирова в фойе Международного центра мугама в Баку